# Kaljatica
Kalaticë en albanais et Kaljatica en serbe latin (en serbe cyrillique : Каљатица) est une localité du Kosovo située dans la commune/municipalité de Podujevë/Podujevo, district de Pristina (Kosovo) ou district de Kosovo (Serbie). Selon le recensement kosovar de 2011, elle compte 89 habitants.

## Démographie

### Évolution historique de la population dans la localité
| 1948 | 1953 | 1961 | 1971 | 1981 | 1991 | 2011 |
| ---- | ---- | ---- | ---- | ---- | ---- | ---- |
| 209  | 196  | 198  | 276  | 280  | 314  | 89   |

|  |

### Répartition de la population par nationalités (2011)
En 2011, les Albanais représentaient 98,88 % de la population.